# Tobias Schneebaum

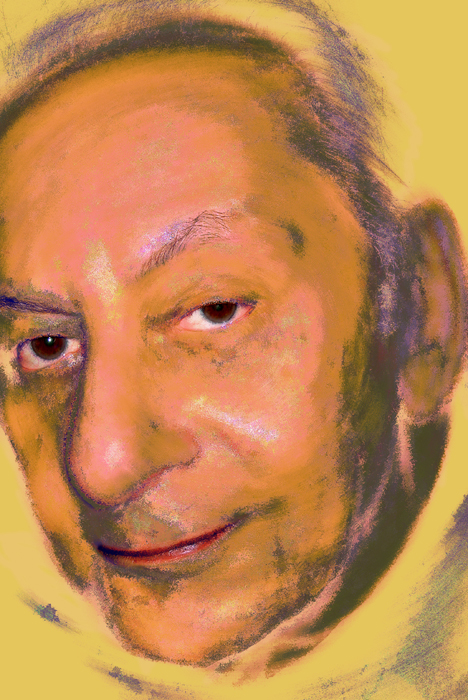
Tobias Schneebaum

Tobias Schneebaum (* 25. März 1922 in Manhattan; † 20. September 2005) war ein US-amerikanischer Autor, Anthropologe und AIDS-Aktivist.

## Leben
Schneebaum studierte Anthropologie an der Stuyvesant High School und am City College of New York, wo er 1943 in Mathematik und Kunst graduierte. Als Autor verfasste er mehrere Bücher in seinem Leben. 1947 zog er für drei Jahre nach Mexiko, wo er als Künstler tätig war und Bilder malte. 1955 zog er nach Peru, wo er mehrere Monate mit dem Stamm der Harakambut lebte. 1973 unternahm er eine Reise nach Papua, wo er mit dem Stamm der Asmat lebte. Über seine Erfahrungen in Peru schrieb er das Buch Keep the River on Your Right. 1999 drehte er einen Dokumentationsfilm mit dem Titel Keep the River on Your Right über seine Reisen nach Peru und Papua. Die letzten Jahrzehnte seines Lebens verbrachte er als Künstler in Greenwich Village in New York City, wo er in der Westbeth Artists Community wohnte.
Schneebaum lebte offen homosexuell in New York City.

## Bibliografie (Auswahl)
- 1969: Keep the River on Your Right
- 1979: Wild Man (Living Out: Gay & Lesbian Autobiographies)
- 1981: Asmat: Life with the Ancestors
- 1985: Asmat Images: The Asmat Museum of Culture and Progress
- 1989: Where the Spirits Dwell: An Odyssey in the Jungle of New Guinea
- 1989: People of the River, People of the Tree: Change & Continuity in Sepik & Asmat Art, (u. a. Autoren)
- 1990: Embodied Spirits: Ritual Carvings of the Asmat
- 2000: Secret Places: My Life in New York & New Guinea